# Ispitivanje vidnog polja
Ispitivanje vidnog polja je pregled koji se provodi radi otkrivanja ispada u pacijentovom vidnom polju. Ispitivanje se izvodi stručna osoba (liječnik, posebno obučena medicinska sestra ili tehničar) na više načina: 
- bez tehničkih pomagala
- pomoću ručno upravljanog uređaja
- pomoću automatiziranog uređaja (npr. perimetar "Octopus", "Humphrey" itd.). Testovi izvedeni pomoću uređaja olakšavaju dijagnostiku jer daju detaljan grafički prikaz pacijentovog vidnog polja.

## Metode ispitivanja
Tehnike koje se koriste za testiranje vidnog polja:
- Ispitivanje vidnog polja konfrontacijom - Ispitivač traži od pacijenta da prekrije jedno oko i gleda u ispitivača. Ispitivač tada pomiče svoju ruku izvan pacijentovog vidnog polja i zatim ju vraća natrag. Pacijent signalizira ispitivaču kada primijeti ruku u vidnom polju. Ovaj pregled ispitivači često izvode kao jednostavan i uvodni test.

- Ručna perimetrija - Pacijent mora sjediti na udaljenosti od oko 1 m od ekrana u središtu kojeg je meta. Oko koje se ne testira prekriveno je tijekom ispitivanja. Dok pacijent gleda u centar ekrana, ispitivač pomiče testnu oznaku prema pacijentovom vidnom polju. Pacijent signalizira ispitivaču kada uoči oznaku. Ovaj test omogućuje crtanje karte pacijentovog vidnog polja.

- Automatska perimetrija - Pacijent sjedi ispred konkavne kupole s ugrađenim sićušnim žaruljama; u sredini kupole je označena meta. Oko koje se ne testira prekriveno je, a pacijentu se daje taster koji će koristiti tijekom ispitivanja. Pacijent sjedi ispred kupole i usredotočava se na metu u sredini. Tada se žarulje automatski počinju paliti i gasiti, a pacijent stisne dugme na tasteru svaki put kad primijeti da se neka od žarulja upalila. Potom računalo automatski izračunava pogreške i pogotke, te na osnovu tih izračuna iscrtava kartu pacijentovog vidnog polja.

## Vanjske poveznice
- IXMUS Color Field Test for Macula and Optic nerve Disease  Arhivirana inačica izvorne stranice od 16. siječnja 2020. (Wayback Machine)
- MedicinePlus Medical Encyclopedia: Visual Field